# Bornwird
Bornwird (Fries, officieel: Boarnwert, [’bṷa:ⁿvət]) is een terpdorp in de gemeente Noardeast-Fryslân, in de Nederlandse provincie Friesland. Bornwird ligt ten noordoosten van Raard en ten noordwesten van Dokkum, ten zuidwesten van de Foudgumervaart en de N356. Bornwird heeft verspreide bebouwing op de plek van de oude terp en de meeste bebouwing ligt aan de weg naar Raard, de Raarderwei. Het dorp heeft geen echte bebouwde kom en heeft alleen witte plaatsnaamborden. Bornwird werkt veel samen met Raard en Foudgum. In 2023 telde het dorp 110 inwoners.

## Geschiedenis
De plaats Bornwird is ontstaan op een terp, maar kende ook enkele huisterpen. De terp van Bornwird was groter dan die van Foudgum en Brantgum, maar is voor een deel afgegraven en raakte wat schaarser bewoond, terwijl het buiten de terp groeide. Ten noorden van het dorp lag vroeger een klein meer, niet meer dan een rietpoel, die het Bornwirdermeer genaamd, dat in 1853 is drooggelegd.
In 825-844 werd Bornwird vermeld als Bonfurt en Bonewirt, maar de bronnen zijn er niet eenduidig over of dit daadwerkelijk naar deze plaats verwijst. In 944 werd de parochie van de plaats vermeld als Brunnenuurt, en daarbij gaat men er wel standaard vanuit dat dit naar Bornwird verwijst. In 1314 werd de plaats vermeld als Burnwerth, in 1442 als Burnwirth, in 1491 als Bornwart, in 1540 Bornwerd en in 16e eeuw ziet men ook de spellingen Bonwird en Borwert. Vanaf de 19e eeuw wordt er vrij standaard Bornwerd gegeven. In de jaren 50 van de twintigste eeuw is de spelling vastgesteld op Bornwird.
De plaatsnaam duidt mogelijk op een bewoonde hoogte (uurt/werth) bij een bron of kleine waterloop.
Tot 1984 behoorde Bornwird tot de gemeente Westdongeradeel. Daarna tot Dongeradeel, waarna deze in 2019 opging in Noardeast-Fryslân.

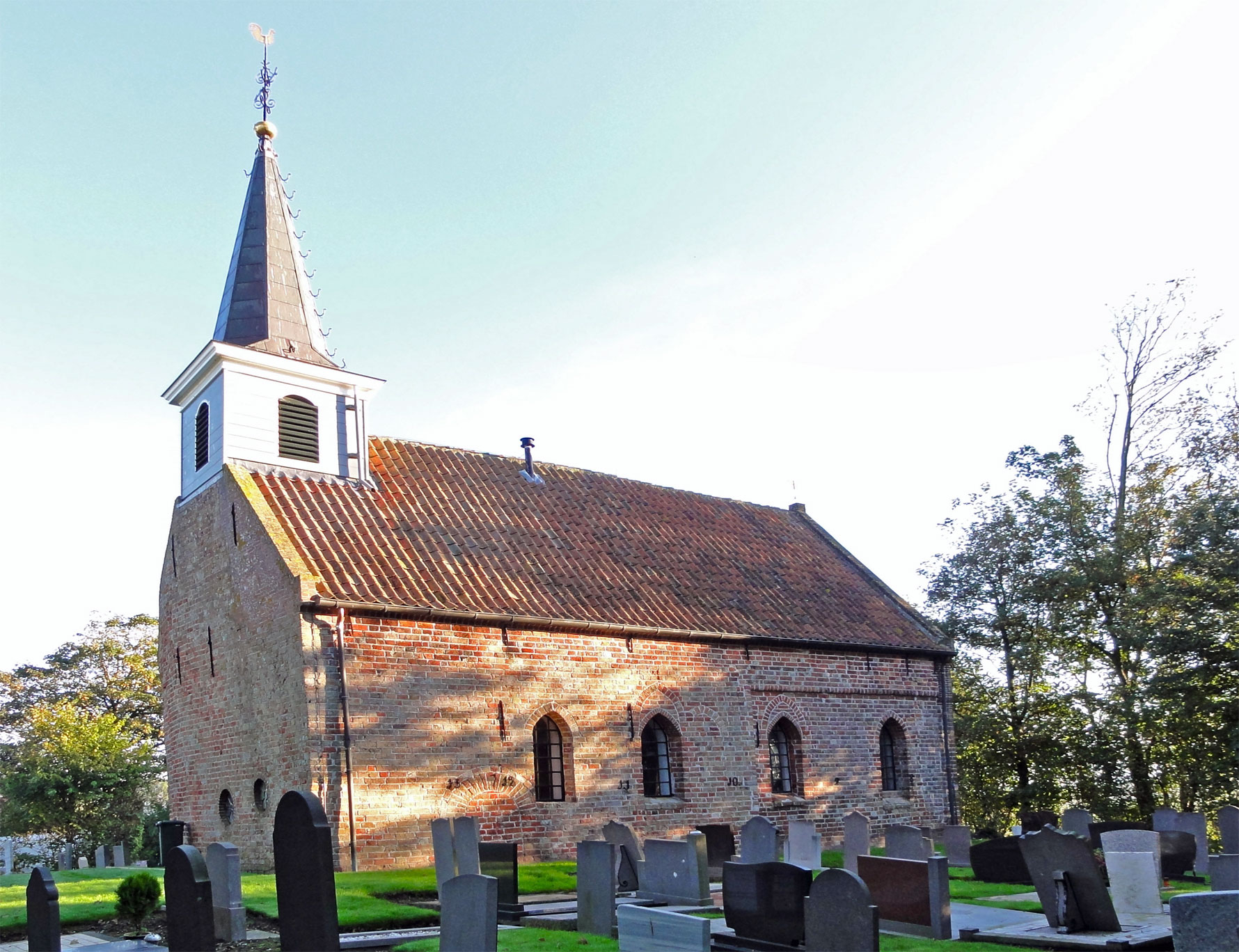
De Mariakerk van Bornwird anno 2010

## Kerk
De kerk van Bornwird dateert uit de 13e eeuw en is gewijd aan Maria. In een parochieregister uit de 10e eeuw wordt de parochie Brunnenuurt genoemd. Er wordt wel gedacht dat de kerk die er destijds stond, aan Bonifatius was gewijd.
De huidige kerk heeft vroeger een toren gehad, maar de klok hangt na het verdwijnen van de kerk in een klokkenstoel die op de nok van het dak is gebouwd. De kerk is in 1987 gerestaureerd en is eigendom van de Stichting Alde Fryske Tsjerken. Bij de restauratie kwam op de zuidwand van het interieur een muurschildering tevoorschijn, die  Sint-Christoffel uitbeeldt.

## Sport en cultuur
In het dorp Raard staat dorpshuis De Nije Pôle, waarvan ook gebruik wordt gemaakt door de dorpen Bornwird en Foudgum. De eerste editie van het muziekfestival Dokk'em Open Air vond plaats in Bornwird.

## Onderwijs
Het dorp heeft een basisschool, Bernewird, niet ver van Raard. Op deze school zitten ook kinderen uit Raard en Foudgum.

## Openbaar vervoer
Bornwird wordt bediend door vervoermaatschappij Qbuzz:
- Streekbus 56: Dokkum - Bornwird - Foudgum - Brantgum - Waaxens - Holwerd[3]